# Maken-ki!
Maken-ki! (яп. マケン姫っ! Макэн-ки, неоф. рус. Не проиграю!) — манга, автором которой является Хиромицу Такэда. Была опубликована издательством Fujimi Shobo в журнале Dragon Age Pure, а позже и в Monthly Dragon Age. По мотивам манги студией AIC был выпущен аниме-сериал, который транслировался по телеканалу AT-X. Сериал лицензирован компанией Funimation для показа на территории США под названием Maken-Ki! Battling Venus.

## Сюжет
Такэру Ояма, ничем не примечательный японский подросток в очках переводится в высшую школу Тэнби, где учатся в основном девушки. Парень надеется, что теперь его учёба заблистает яркими красками в окружении прелестных учениц. Такэру сразу встречает подружку детства Харуко Амая, которая объясняет, что ученицы школы обладают магической силой и владеют оружием, называющимся «макэн». И для того, чтобы оттачивать свои навыки и продемонстрировать силу, девушки периодически устраивают боевые соревнования. Хотя сам Такэру не обладает никакими особыми достоинствами, вскоре вокруг него образуется гарем из старой подружки, Харуки, Инахо Кусии, которая объявила себя невестой Такэру и популярной блондинки в школе — Кодамы Хигэмари, которая всё время намеревается убить Такэру. Позже парень присоединяется к организации для борьбы со злом (яп. 魔導検警機構 мадо кэнкэй кико) или просто Макэн-ки, которая поддерживает деятельность студенческого совета.

## Список персонажей
Такэру Ояма (яп. 大山 タケル) — Главный герой истории. Раньше учился в интернате для мальчиков, и позже поступил в девичью академию, где обучают магии. Хорошо владеет додзё. Ему приходится разделять комнату с Харуко, Инахо и Кодамой Химэгами. Когда Такэту было 10 лет, незнакомец сделал вызов его матери, и вскоре после поединка она умерла. Во время этой ситуации отца не было, а дядя не предпринял попытку остановить сражение. Из-за этого Такэру презирает отца и дядю. Сначала его силы проявляются в критических ситуациях, когда он защищал Адзуки. После битвы в Венусами, он проходит дополнительное обучение у Минори, чтобы суметь контролировать свои способности. Оукэн утверждает, что Такэру и Кодама знали друг друга в прошлом, но потеряли память. Сначала было невозможно определить вид магии Такэру, но в конце концов он получил свой Макэн.
Сэйю: Томоаки Маэно
Харуко Амая (яп. 天谷 春恋) — Студентка второго курса и вице-президент одного из общежитий. Подруга детства Такэру и вместе с ним практиковала додзё, питает к нему любовные чувства, но не желает признаваться в них. Узнав, что Кодама и Инаха живут в одной комнате с парнем, решает жить в соседней комнате. И из-за этого сильно ревнует к другим девушкам, часто наказывает Такэру после того, как застаёт его за подглядыванием или пошлыми делами. Кодама утверждает, что Харука из обеспеченной семьи и самая сильная девушка в академии Тэнби. Её Макэн — Муракуми, также один из восьми легендарных первых Макэнов.
Сэйю: Норико Ситая
Кодама Химэгами (яп. 姫神 コダマ) — Блондинка маленького роста и член клуба Макэн-ки. Студент второго курса. Способна командовать сикигами, которые, как правило, следуют за ней и называют «Одзё-сама». Эти куклы способны поднимать людей, вызывать молнии или пожар. Очень сильно злится, когда видит, что парни занимаются пошлыми вещами,  и начинает топтать их. В аниме, когда Кодама злится, её глаза окрашиваются в жёлтый цвет. Сначала воспринимала Такэру как потенциального соперника, позже обратила внимания, что он пахнет, как её брат. Такэру случайно украл у неё первый поцелуй, когда та упала с дерева на него, при этом Кодама неожиданно благодарит парня, что он спас её от падения. Также намекала Минерве, что любит Такэру. Кодама очень любит заниматься покупками, особенно нижнего белья и чучел животных. Позже выясняется, что Кодама сильно боится потусторонних духов. Позже при битве с Венисами, призывает восемь духов, по форме таких же, как 8 легендарных макэнов. Тем самым вызвала интерес у Камигари, который решил использовать её, как ключ к пробуждению силы Аманохары. В результате девушку похищают Венусы. Позже выясняется, что она на самом деле гораздо старше, чем выглядит и давно знала Такэру в его прошлой жизни, когда он был её братом, но потеряла память.
Сэйю: Саюри Яхаги
Инахо Кусия (яп. 櫛八 イナホ) — Самопровозглашённая невеста Такэру, хотя парень не помнит о ней в прошлом, в частности что обещал жениться на ней. Так Инахо решила подождать, пока Такэру вспомнит о ней. Очень высоко уважает отца Такэру. Сначала не было известно о её магии, но она впервые проявляется свои способности, когда спасает Такэру и кота от падения валуна. После этого она называет кота Мондзи и обычно носит его на голове. С помощью макэна, увеличивает свою силу и скорость.
Сэйю: Иори Номидзу
Кэнго Усуй (яп. 碓 健吾) — Студент первого курса и друг Такэру. Впервые знакомится с Такэру, когда тот подглядывал, как девушки проходили медицинский осмотр. Вступает в клуб Макэн-ки с Такэру и Инахо. Влюбился в Кодаму и стал ревновать, когда она поцеловала Такэру. Его макэн позволяет ему меняться местами с людьми.
Сэйю: Сатоси Цуруока
Адзуки Синацу (яп. 志那都 アズキ) — Студентка второго курса, очень спортивная, с пластырем на носу. Член клуба Макэн-ки и после того, как Такэру  вмешался в её бой с Курогасой, стала недолюбливать парня. Работает в Кафе «Макарон». Когда Такэру и Кодама посетили кафе, Адзуки угрожала парню, что убьёт его, если он проронит слово. Дерётся обычно с помощью ног.
Сэйю: Мисудзу Тогаси
Урути Миная (яп. 水屋 うるち) — Член клуба Макэн-ки. Очень любит Харуко и ненавидит Такэру из-за того, что он проводит с ней так много времени. В детстве Харуко спасла её от хулиганов, позже Харуко снова спасает её.
Сэйю: Сидзука Фуруя
Фуран Такаки (яп. 高貴 楓蘭) — Носит очки и страдает андрофобией, то есть сильно стесняется и боится мужчин. Влюбляется в Акаю, члена Венуса. Несмотря на скромность, Фуран становится очень серьёзной и строгой, когда идёт вопрос о Макэн-ки. Оукэн объясняет, что когда-то давно она была против воли забрана Камигари в качестве одной из его любовниц и поэтому боится мужчин. В качестве оружия использует лук со световыми стрелами.
Сэйю: Ая Года
Юка Амадо (яп. 雨渡 穣華) — Лучшая подруга Фуран и любит её дразнить. Со стороны выглядит беззаботной, но на самом деле хитрая, и однажды организовала состязание между веносом и макэн-ки, где нужно было с помощью мётел кидать мыло в пустом бассейне. Юка очень дружелюбная, как и её сестра Томико, которая является классным руководителем класса Такэры. Позже выясняется, что её семья на протяжении многих поколений защищала семью Амадо и служила семье Рокудзё.
Сэйю: Нацуми Такамори
Кими Сато (яп. 砂藤 季美) — Увлекается мангой и способна превращать в реальность свои рисунки. Лучшая подруга Тяти и часто работает с ней.
Сэйю: Мисато
Тятя Акадза (яп. 藜 チャチャ) — Член клуба Макэн-ки. Имеет смуглую кожу. Её макэн позволяет ей изменять форму, плоскость объектов и их размеры.
Сэйю: Саэко Дзого

## Медия

### Манга
1. Том. 1 (главы. 1-5): マケン姫っ! -MAKEN‐KI!- 1. Июнь 2008 ISBN 978-4-04-712553-7 (Японский)
2. Том. 2 (главы. 6-10): マケン姫っ! -MAKEN‐KI!- 2. Декабрь 2008 ISBN 978-4-04-712582-7 (Японский)
3. Том. 3 (главы. 11-15): マケン姫っ! -MAKEN‐KI!- 3. Сентября 2009 ISBN 978-4-04-712626-8 (Японский)
4. Том. 4 (главы. 16-21): マケン姫っ! -MAKEN‐KI!- 4. Апрель 2010 ISBN 978-4-04-712660-2 (Японский)
5. Том. 5 (главы. 22-27): マケン姫っ! -MAKEN‐KI!- 5. Октябрь 2010 ISBN 978-4-04-712689-3 (Японский)
6. Том. 6 (главы. 28-33): マケン姫っ! -MAKEN‐KI!- 6. Апрель 2011 ISBN 978-4-04-712720-3 (Японский)
7. Том. 7 (главы. 34-38): マケン姫っ! -MAKEN‐KI!- 7. Октябрь 2011 ISBN 978-4-04-712752-4 (Японский)
8. Том. 8 (главы. 39-43): マケン姫っ! -MAKEN‐KI!- 8. Март 2012 ISBN 978-4-04-712781-4 (Японский)
9. マケン姫っ! -MAKEN‐KI!- 9. TBD ISBN TBD (Японский)

### Аниме
Впервые информация о выходе аниме-сериала появилась на официальном сайте журнала Monthly Dragon Age в 2010 году. В апреле 2011 года было подтверждено, что сериал будет транслироваться по телевидению. Сериал был выпущен студией AIC и лицензирован компанией Funimation Entertainment для показа на территории США.

#### Список серий аниме
| Список серий | Список серий                                                                                 | Список серий        |
| №            | Название                                                                                     | Трансляция в Японии |
| ------------ | -------------------------------------------------------------------------------------------- | ------------------- |
| 01           | The Day We Swore to Heaven «Тэн о тигинда хи» (天を契んだ日)                                 | 5 октября, 2011     |
| 02           | Girls are Amazing «Оннаноко ва Сугоин дэсу» (女の子はすごいんです)                           | 12 октября, 2011    |
| 03           | Welcome to Maken-ki «Мэкэнки э Ёкосо» (マケンキへようこそ)                                   | 19 октября, 2011    |
| 04           | The Enemy Is at Tenbi «Тэки ва Тэнби ни Ари» (敵は天日にあり)                                | 26 октября, 2011    |
| 05           | The Strongest Girl in Tenbi «Тэнби Сайкё но Онна» (天日最強の女)                             | 2 ноября, 2011      |
| 06           | Like Rain on a Sunny Day «Тэнби ни Амэ но Кудару Готоку» (天日に雨の降るごとく)              | 9 ноября, 2011      |
| 07           | The Goddesses Who Came Down to Tenbi «Тэнби но Орита Мэгамитати» (天日に降りた女神たち)      | 16 ноября, 2011     |
| 08           | Syria will Give You Everything «Сириа нё Субэтэ о Агэтяймасу» (シリアの全てをあげちゃいマス) | 24 ноября, 2011     |
| 09           | Stormy Games «Араси о Ёбу Судзёбасэн» (嵐を呼ぶ水上騎馬戦)                                   | 29 ноября, 2011     |
| 10           | The Girls of Light and Shadow «Хикари то Кагэ но Сёдзё» (光と影の乙女)                       | 7 декабря, 2011     |
| 11           | Macaron Limited-Time-Only Service Day «Макатон Гэнтай Сэрвис Дай» (まかろん限定サービスデー) | 14 декабря, 2011    |
| 12           | Protectors of Paradise «Ракуэн о Маморуно» (楽園を守るもの)                                  | 22 декабря, 2011    |